# Françoise Pommaret
Françoise Pommaret (1954) is een Frans etnoloog en tibetoloog en onderzoeker aan het Centre national de la recherche scientifique. Ze reisde veel in Azië, waaronder voornamelijk in Tibet en Bhutan.
Pommaret studeerde af op kunstgeschiedenis en archeologie aan de Universiteit van Parijs en vervolgde met een studie Tibetaans aan de Institut national des langues et civilisations orientales. Met haar doctorale proefschrift over Geesten van de gene zijde in de Tibetaanse wereld won ze prijs Delalande-Guérineau van de Académie des inscriptions et belles-lettres.
Sinds 1981 werkt Pommaret in Bhutan voor de Bhutan Tourism Corporation en vanaf 1986 voor educatieve en culturele projecten. Daarna werd ze consul honoraire voor Frankrijk in Bhutan en is dat anno 2008 nog.